# Fabio Crotta
Fabio Crotta (Locarno, 4 de septiembre de 1979) es un jinete suizo que compitió en la modalidad de salto ecuestre.
Ganó una medalla de plata en el Campeonato Europeo de Saltos Ecuestres de 2005, en la prueba por equipos. Participó en los Juegos Olímpicos de Atenas 2004, ocupando el quinto lugar en la prueba por equipos.

## Palmarés internacional
| Campeonato Europeo | Campeonato Europeo      | Campeonato Europeo | Campeonato Europeo |
| Año                | Lugar                   | Medalla            | Categoría          |
| ------------------ | ----------------------- | ------------------ | ------------------ |
| 2005               | San Patrignano (Italia) | Medalla de plata   | Por equipos        |